# Finlands länsvapen
Finlands länsvapen: sista länen i Finland avskaffades den 31 december 2009. Därmed har finska länsvapen förlorat sin giltighet.

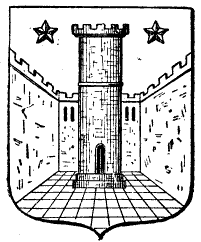
Kexholms läns vapen
Kuopio läns vapen
Kymmene läns vapen
Lapplands läns vapen (till 1997)
Lapplands läns vapen (från 1997)
Mellersta Finlands läns vapen
Norra Karelens läns vapen
Nylands läns vapen
Petsamo läns vapen
S:t Michels läns vapen
Södra Finlands läns vapen
Tavastehus läns vapen
Uleåborgs läns vapen (till 1997)
Uleåborgs läns vapen (från 1997)
Vasa läns vapen
Viborgs läns vapen
Västra Finlands läns vapen
Åbo och Björneborgs läns vapen
Ålands läns vapen
Östra Finlands läns vapen